# أرجستان
أرجستان هي قرية في مقاطعة سرعين، إيران. يقدر عدد سكانها بـ 395 نسمة بحسب إحصاء 2016.